# 納塞夫·薩維里斯
納塞夫·安西·薩維里斯 (阿拉伯语：‎;1961年1月19日—)是一位埃及億萬富翁商人，也是安西·薩維里斯三個兒子中最小的（他的兄弟是那古布·薩維里斯和薩米赫·薩維里斯）。截至2021年1月，他的淨資產估計為87億美元，[2] 使他成為最富有的阿拉伯人和第四富有的非洲人。